# Coffea ambongensis
Coffea ambongensis là một loài thực vật có hoa trong họ Thiến thảo. Loài này được J.-F.Leroy ex A.P.Davis & Rakotonas. mô tả khoa học đầu tiên năm 2008.